# Relative Armutslücke
Die relative Armutslücke gibt Aufschluss darüber, wie weit der Median des Nettoäquivalenzeinkommens der armutsgefährdeten Personen von der Armutsrisikogrenze entfernt liegt.
Die Armutslücke ist die Differenz zwischen dem Median des Nettoäquivalenzeinkommens (mittleres Nettoäquivalenzeinkommen) der armutsgefährdeten Bevölkerung und der Armutsrisikogrenze, also der Abstand der Mitte (Median) der als arm geltenden Personen zur Armutsgrenze, ab der ein Mensch als (relativ) arm gilt. Setzt man diese Differenz ins Verhältnis zur Armutsrisikogrenze (Quotient), erhält man die „relative Armutslücke“.